# Religulous
Religulous es un documental dirigido por Larry Charles y protagonizado por el humorista estadounidense Bill Maher, presentador de Real Time with Bill Maher en la cadena HBO. Según Maher, el título de la película es una contracción entre las palabras «Religion» (religión) y «Ridiculous» (ridículo). Con esto quiere dar a entender el tono humorístico del documental, una sátira de las religiones y los problemas asociados.

## Sinopsis
Famoso por su postura contraria a la religión, Bill Maher explora distintos puntos de vista al respecto a través de sus viajes a distintos destinos religiosos por el mundo, tales como Jerusalén o la Ciudad del Vaticano, entrevistando a creyentes de todo tipo y condición, como Judíos por Jesús, musulmanes, polígamos, satanistas, jasísidicos... También entrevistó a Raël del Movimiento raeliano (aunque la entrevista no se incluyó en el montaje).
En el documental, Maher también entrevista al neurocientífico Dr. Andrew Newberg, autor de «Why We Believe What We Believe» (Por qué creemos en lo que creemos), que se dedica a practicar escáneres cerebrales a personas mientras rezan, meditan o hablan «en lenguas». El productor del documental es Thousand Words y lo distribuye Lionsgate. En un principio, se pensó en un estreno mundial que coincidiera con las vacaciones de Pascua de 2008, pero debido a retrasos en la posproducción, por problemas con la huelga de guionistas, se amplió la fecha del estreno hasta julio y se volvió a mover la fecha hasta el 3 de octubre de 2008.